# Laure Sainclair
Laure Sainclair (Rennes, Ille i Vilaine; 24 d'abril de 1972) és una actriu de cinema, actriu pornogràfica, model i cantant francesa retirada. És considerada com l'actriu de cinema per a adults més popular a França durant la segona meitat de la dècada de 1990. a seva carrera, que a penes compta amb unes 20 pel·lícules, es va desenvolupar principalment entre 1995 i 1999. Va ser la primera actriu a tenir un contracte d'exclusivitat amb Marc Dorcel.

## Biografia

### Carrera com a actriu porno
Després d'algun nu en revistes locals, Laure Sainclair es dona a conèixer en un festival eròtic (Curiosa 95) celebrat a Rennes, la seva ciutat natal. La seva actuació (un striptease integral) li serveix per a rebre nombroses ofertes per a realitzar cinema X. Aquestes ofertes es materialitzen en les que serien les seves tres primeres pel·lícules: Druuna s'offre à toi (1995), Bi Défi 4 (1995) i Maud s'offre à toi (1995). No obstant això, l'actriu queda molt decebuda per les seves primeres experiències i decideix no continuar rodant.
Tot canvia quan en 1996 coneix a Marc Dorcel. Aquest aconsegueix convèncer-la de seguir amb la seva carrera oferint-li la professionalitat i atenció que no va rebre en els seus inicis. Signatura així un contracte en exclusiva que li portaria a rodar 16 pel·lícules per a la productora francesa en la qual seria dirigida pels millors directors de l'època: Christophe Clark, Michel Barny, Brad Armstrong, Alain Payet o el propi Marc Dorcel. La primera d'elles és le Désir dans la Peau (1996).
En 1997, l'actriu fa el seu esperat debut estatunidenc amb Wicked Weapon (Sexe de feu, cœur de glace en la versió francesa). n la pel·lícula comparteix protagonisme amb Jenna Jameson.
Al febrer de 1998 i una vegada conclòs el seu contracte amb Marc Dorcel, decideix posar punt final a la seva intensa però curta carrera.

### Carrera després del porno
Aprofitant la fama reeixida amb el porno intenta obrir-se pas en el món de la música. Per a això treu el single Pourquoi tu pars (2000) versionant el tema Por qué te vas de Jeanette i més tard Vous (2001), una altra versió, aquest cop del grup anglès Spandau Ballet. El 2003 es va anunciar Besoin de toi, però finalment no va veure la llum.
Laure Sainclair també ha interveningut en pel·lícules convencionals com Philosophale (2001) o Le temps du RMI (2002) ambdues de Farid Fedger.
El juny de 2004 va presentar una denúncia per primera vegada contra Hervé Le Bras per violència domèstica i amenaces de mort reiterates. Va tornar a denunciar-lo l'agost del mateix any, quan una bufetada li va perforar el timpà. Se separen l'any 2005: aleshores Laure acusa la seva parella de violència i violació comesa el novembre de 2005 perquè havia trigat a signar contractes de compromís i exclusivitat. L'any 2012, el jutjat d'assaigs de Gironda va absoldre Hervé Le Bras de l'acusació de violació, però el va declarar culpable de la violència i el va condemnar a 18 mesos de presó suspesa. Durant el judici, Laure Sainclair declara que viu amb un home discapacitat amb qui no manté cap relació sexual.

## Filmografia selectiva

### Eròtica
- 1993-1998 : Sexy Zap (tv)
- 1995 : Aphrodisia (sèrie tv) d'Urs Buehler... Karla (7 episodis, 1996-1997)

### Pel·lícules pornogràfiques
- 1995 : Maud s'offre à toi !, de Gérard Menoud (Défi)
- 1996 : Le Désir dans la peau, de Marc Dorcel
- 1996 : La Princesse et la Pute, de Marc Dorcel
- 1996 : L'Obsession de Laure de Christophe Clark (Marc Dorcel)
- 1996 : L'Amour de Laure, de Christophe Clark (Marc Dorcel)
- 1996 : La Ruée vers Laure, de Didier Philippe-Gérard (Marc Dorcel)
- 1997 : La Fièvre de Laure, de Serge de Beaurivage (Marc Dorcel)
- 1997 : L'Héritage de Laure, de Christophe Clark (Marc Dorcel)
- 1997 : Les Nuits de la présidente, d'Alain Payet (Marc Dorcel)
- 1997 : Le Labyrinthe, d'Alain Payet (Marc Dorcel)
- 1997 : L'Indécente aux enfers, de Marc Dorcel
- 1997 : Journal d'une infirmière, de Michel Barny (Marc Dorcel)
- 1997 : Le Prix de la luxure (D'angelo/Dorcel/Wicked Pictures)
- 1997 : Sexe de feu, cœur de glace, (Wicked Weapon) de Brad Armstrong (Wicked Pictures)
- 1997 : Les Nuits de la présidente d'Alain Payet (Marc Dorcel)
- 1998 : L'Empreinte du vice, de Marc Dorcel
- 1998 : Illusions, Alain Payet (Marc Dorcel)
- 1999 : Le Contrat des anges, de Marc Dorcel (Dorcel / Wicked Pictures)

### Pel·lícules convencionals
- 1998: Déjà mort d'Olivier Dahan: Actriu pornogràfica
- 1999: Poker de charme (TV) de Jean-Marc Vasseur: Celia St. Jean
- 1999: Quand on est amoureux c'est merveilleux (curtmetratge) de Fabrice Du Welz: Rosa
- 2001: Philosophale de Farid Fedjer
- 2002: Le Temps du RMI (migmetratge) de Farid Fedjer
- 2002: Diesel nostalgie (curtmetratge) de Laurent Germain Maury: L'androide

## Premis
- 1996: European X Award a la millor actriu francesa.
- 1996: Hot d'Or a la millor actriu europea.
- 1997: Hot d'Or a la millor actriu europea.
- 1997: Erotica Sex Praha Award a la millor actriu europea.
- 1998: Eroticon Warsaw Award a la millor escena per Journal d'une infirmière.
- 1998: Hot d'Or a la millor actriu europea.
- 1998: Premi FICEB a la millor actriu europea per Les nuits de la présidente.
- 1999: Hot d'Or d'Honor.